# American Girl
 (septembre 2022).
Si vous disposez d'ouvrages ou d'articles de référence ou si vous connaissez des sites web de qualité traitant du thème abordé ici, merci de compléter l'article en donnant les références utiles à sa vérifiabilité et en les liant à la section « Notes et références ».
Pour plus de détails, voir Fiche technique et Distribution.
American Girl (Luckiest Girl Alive) est un thriller américain réalisé par Mike Barker et sorti en 2022. Il est adapté du roman du même nom de Jessica Knoll. Il sort le 30 septembre 2022 en salles, avant sa sortie en streaming le 7 octobre 2022 sur Netflix.

## Synopsis
Ani Fanelli, une New-Yorkaise à la vie en apparence parfaite, voit sa vie bouleversée par la résurgence d'un drame de son passé. En effet, le réalisateur d'un reportage l'invite à raconter sa version du crime choquant qui s'est produit lorsqu'elle était adolescente à la prestigieuse Bradley School.

## Fiche technique
- Réalisation : Mike Barker
- Scénario : Jessica Knoll basé sur son roman Luckiest Girl Alive
- Production : Erik Feig, Lucy Kitada, Mila Kunis, Bruna Papandrea et Jeanne Snow
- Production exécutive : Mike Barker, Buddy Enright, Shayne Fiske, Julia Hammer, Jessica Knoll et Lisa Sterbakov
- Photographie : Colin Watkinson
- Montage : Nancy Richardson
- Direction artistique : Emily Kollars et Evan Webber
- Décors : Elisa Sauve
- Costumes : Alix Friedberg
- Musique : Linda Perry
- Sociétés de production : Made Up Stories, Orchard Farm Productions et Picturestart
- Société de distribution : Netflix
- Pays de production :  États-Unis
- Langues originales : anglais, espagnol
- Format : Couleur / Dolby Digital / 2.35 : 1
- Genre : Drame psychologique
- Durée : 1h 53min (113 minutes)
- Dates de sortie : 30 septembre 2022  États-Unis (sortie limitée)
  - Reste du monde : 7 octobre 2022 (Netflix)

## Distribution
- Mila Kunis (VF : Angèle Humeau) : Tiffani « Ani » Fanelli
  - Chiara Aurelia (VF : Justine Berger) : Tiffani Fanelli jeune
- Finn Wittrock (VF : Julien Allouf) : Luke Harrison
- Scoot McNairy (VF : Jérémy Bardeau) : Andrew Larson
- Jennifer Beals (VF : Danièle Douet) : Lolo Vincent
- Connie Britton (VF : Nathalie Homs) : Dina Fanelli
- Thomas Barbusca (VF : Oscar Douieb) : Arthur Finneman
- David Webster : Ben Hunter
- Justine Lupe (VF : Anaïs Delva) : Nell Rutherford
- Dalmar Abuzeid (VF : Mike Fédée) : Aaron Wickersham
- Alex Barone (VF : Alexandre Gillet) : Dean Barton
  - Carson MacCormac (VF : Maxime Baudouin) : Dean Barton jeune
- Alexandra Beaton (VF : Claire Baradat) : Hilary Hutchinson
- Nicole Huff (VF : Charlotte Hervieux) : Olivia Kaplan
- Kylee Evans (VF : Margaux Laplace) : Whitney Larson
- Rebecca Ablack : Beth Fuller
- Sonia Beeksma (VF : Marie Zidi) : Elenor Whitman
- Isaac Kragten (VF : Arnaud Laurent) : Liam Ross
- Gage Munroe : Peyton Powell
- Rodrigo Fernandez-Stoll : le vendeur de Williams-Sonoma
- Leah Pinsent (VF : Brigitte Berges) : Hallsy Harrison

## Production
Le film est une adaptation du roman sorti en 2015 Luckiest Girl Alive de Jessica Knoll, qui signe également le scénario du film. Knoll avouera peu après la sortie du film que le roman est en bonne partie autobiographique, mais qu'elle a choisi la forme du roman pour ne pas choquer sa famille dans une époque où le phénomène #MeToo n'a pas encore commencé.